# Renault Laguna I
Pour un article plus général, voir Renault Laguna.
La Renault Laguna est une automobile commercialisée par Renault entre 1994 et 2001. Elle a existé en version berline cinq portes (dont le hayon) et en version break, dénommée commercialement « Nevada », en cinq portes là aussi.

## Description
En janvier 1994, après 8 ans de succès, Renault remplace la Renault 21 par une élégante berline 5 portes : la Laguna. Les lignes de la nouvelle venue sont inspirées par la Safrane, avec encore plus d’élégance, en partie grâce à ses dimensions moins importantes et à un style plus travaillé, récompensé par le prix de la plus belle voiture de l'année de 1994. Dessinée par Jean-Pierre Ploué, sa face avant est due à Thierry Métroz. La philosophie de cette nouvelle Renault repose sur une maîtrise totale de la qualité, tant pour l’assemblage que pour les matériaux utilisés. La Laguna se démarque par son intérieur très ergonomique, avec une planche de bord très originale avec toutes les commandes à portée de main, le prolongement de la planche de bord dans les panneaux de portes avant avec intégration des grilles de ventilation dans les portières. Son intérieur est un réel atout comparé aux intérieurs classiques des Citroën Xantia et Peugeot 406. La commande d'avertisseur sonore est sur le volant (une première pour une voiture française) et la commande de feux de détresse accessible aux passagers afin d'éviter les critiques récurrentes des acheteurs germaniques. Pour ne pas heurter les clients français, Renault opte pour deux commandes d'avertisseur sonore : sur le volant et l'habituelle commande en bout de la manette d'éclairage. Contrairement à la Renault 21 qui proposait des carrosseries 4 et 5 portes, la Laguna n'est fabriquée qu'en 5 portes, respectant le choix de la clientèle qui délaisse les versions classiques dans cette gamme de modèles. Pour les trains roulants, l'avant repose sur un faux MacPherson avec triangle inférieur et, à l'arrière, on retrouve le train « 4 barres » qui autorise un plancher plat que les familles apprécieront.
Pour la qualité et la fiabilité, en 1995, après un an d'utilisation, l'enquête de la SOFRES a placé la Laguna en deuxième position, juste derrière la Toyota Carina, nettement devant l'Audi 80, l'Opel Vectra, la Ford Mondeo, la Volkswagen Passat ou la Citroën Xantia. Pour atteindre ces résultats, il faut souligner le soutien et l'action de Pierre Jocou, directeur qualité de Renault. Cependant, un problème de corrosion dans les passages de roues arrière et les bas de caisse s'est révélé tardivement en clientèle et a nécessité la reprise d'un nombre significatif de véhicules, problème éradiqué fin 1995. À partir de la phase 2, en 1998, le traitement anticorrosion est encore amélioré. Hormis les problèmes sur les moteurs diesel 1.9 dTi et 1.9 dCi, la Laguna première du nom est un modèle réputé pour sa fiabilité.

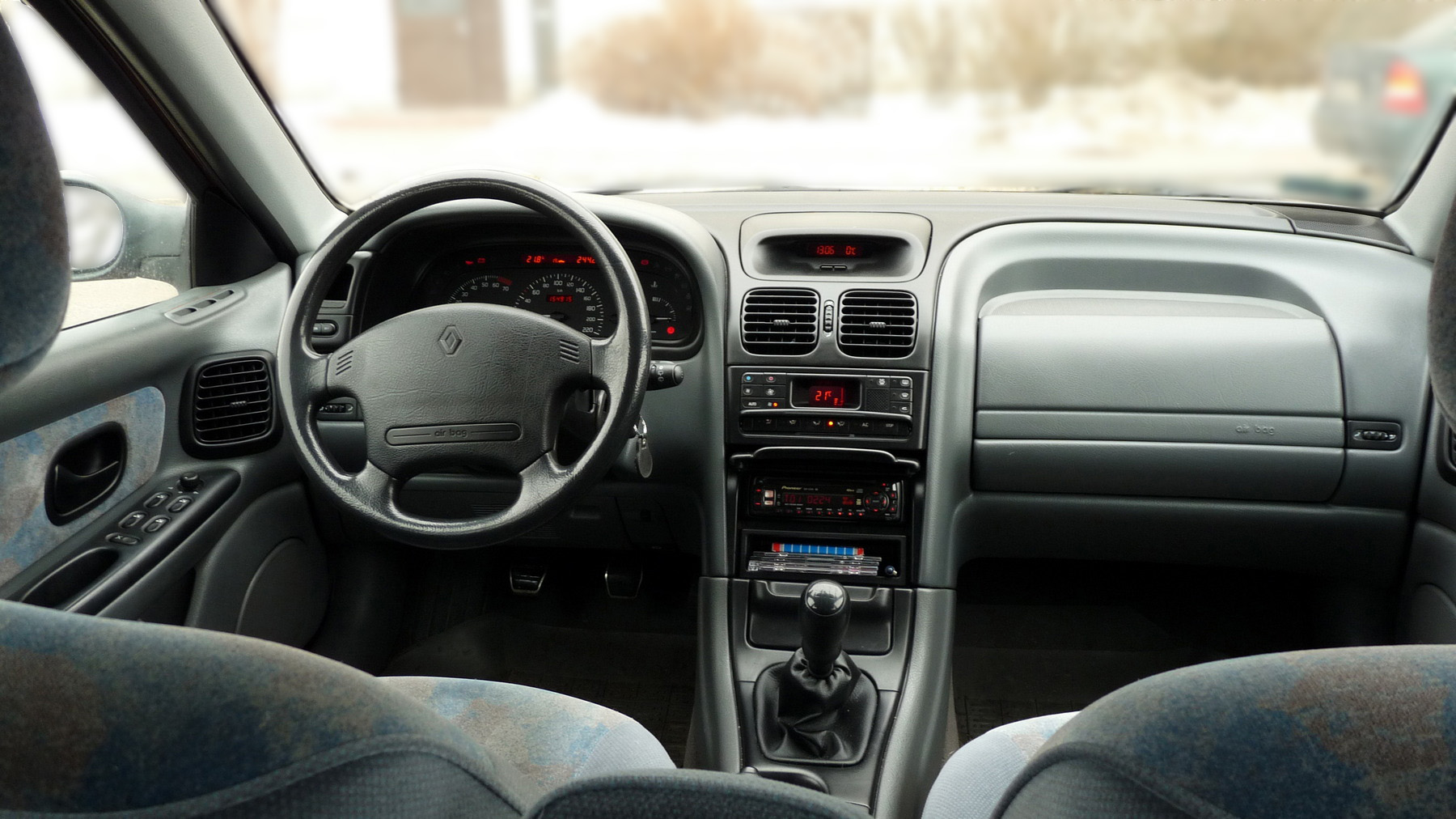
Interieur laguna 1 phase 1

La Laguna est, à ce jour, la seule voiture du groupe Renault n'ayant repris aucune motorisation de sa devancière la R21 :
- Le 1,7 litre « moteur F » de type F2N de la Renault 21, apparu sur les Renault 9 et Renault 11, a évolué en 1,8 litre (F3P) à injection et réalésé sur Renault 19 à partir de 1992, puis repris par la Laguna ;
- Le 2 litres n'est plus un « moteur Douvrin » (type J7R) mais un « moteur F » de type F3R proposant plus de puissance et de couple avec des consommations plus basses, il représentera le moteur le plus diffusé, compte tenu de son bon rapport performances/consommation/prix.
- Un nouveau moteur diesel équipe la Laguna, le « moteur G » (type G8T), en remplacement du moteur J8S de la Renault 21.
- Le « V6 PRV » présent sur la phase 1 sera remplacé par le V6 L7X (PSA/Renault) à 24 soupapes en 1997.
- Les boîtes de vitesses JB sont celles qui sont apparues sur les Renault 9 et Renault 11.
- Le train arrière doté de 4 barres de torsions est dérivé de la Super 5 GT Turbo.

## Évolutions

### Phase 1 (1994-1998)

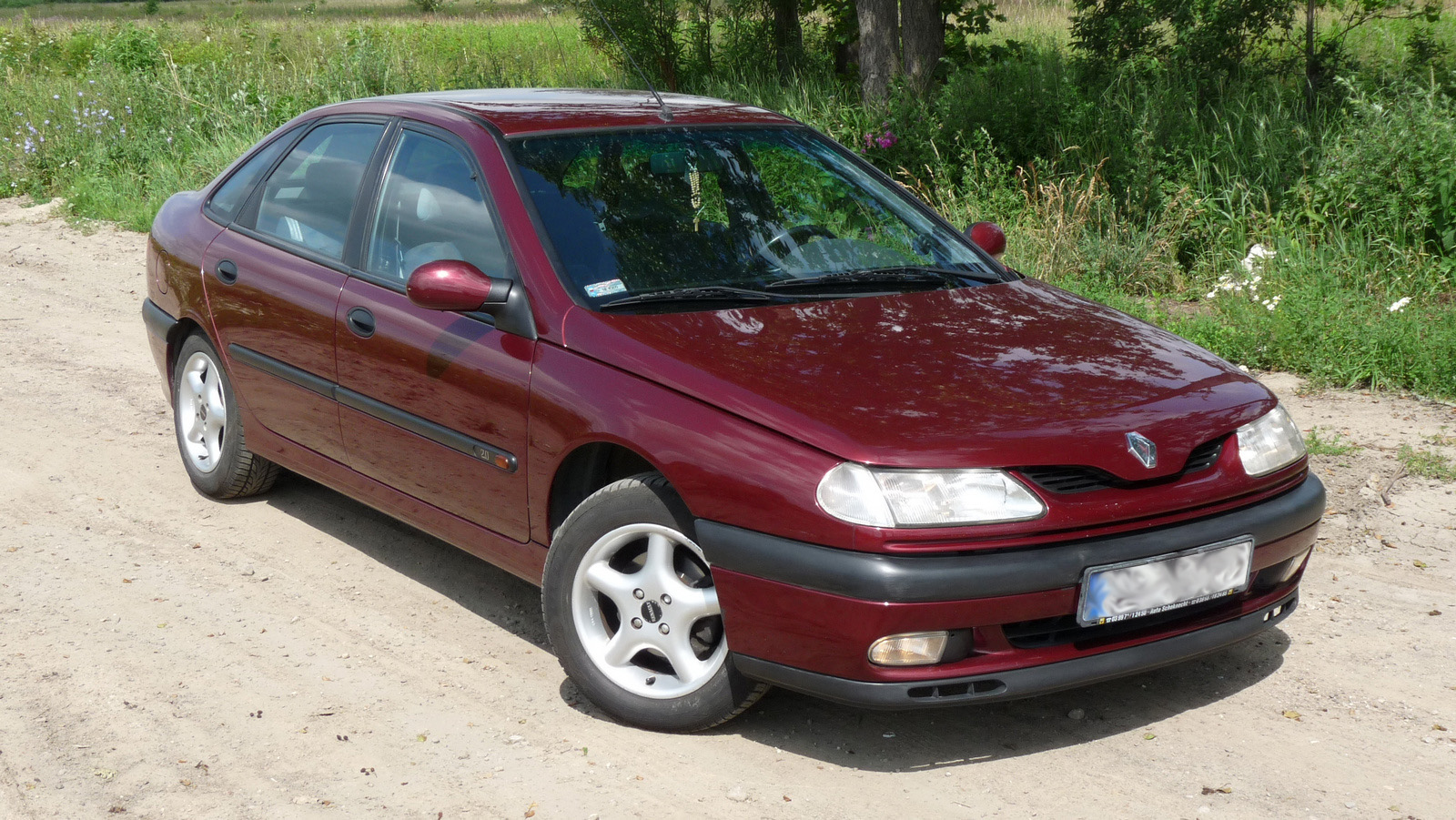
Renault Laguna I phase 1

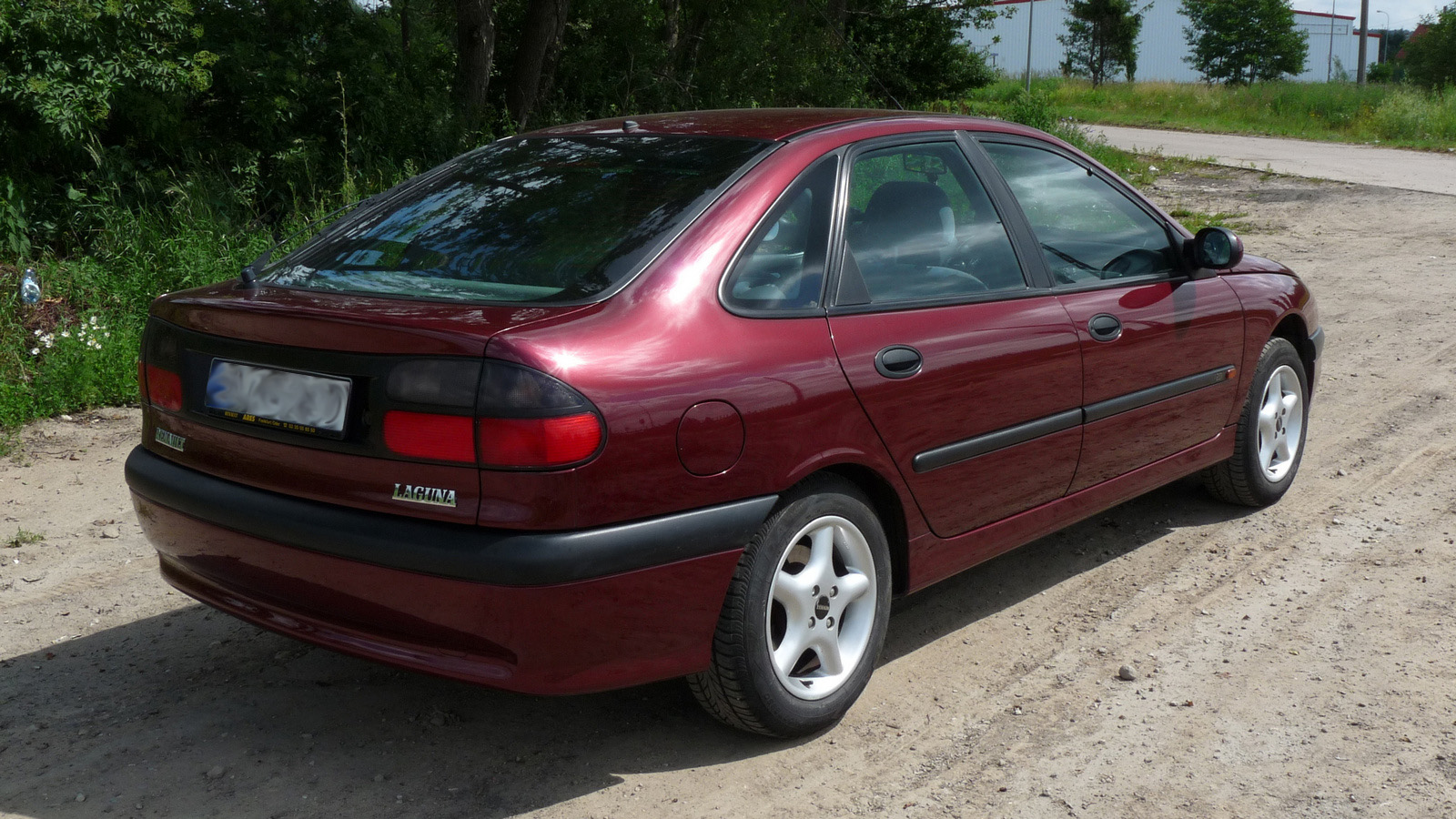
Renault Laguna I phase 1

Elle est commercialisée à partir du 14 janvier 1994. La gamme en Phase 1 s'articule autour de quatre niveaux de finition : RN, RT, RXE et V6. L'équipement est très limité sur les modèles de base, mais devient très correct une fois atteint le milieu de gamme.
La traditionnelle finition « Baccara » va bientôt venir s'ajouter à cette gamme en proposant un intérieur luxueux paré de beige et d'une sellerie mi-cuir - mi-lin et le système ABS en septembre 1995. Celle-ci sera remplacée au millésime 1998 par la finition « Initiale », exclusive et peu répandue, présentant une sellerie en cuir intégral et un intérieur gris clair, tandis que les monogrammes gris métal « Initiale Paris » prennent place à côté des répétiteurs de clignotants.
La vocation doucement sportive de la Laguna verra le jour sous le nom de la finition « 2.0 S » ou « RTi », la Laguna, dotée de monogrammes « 16V » sur les portes avant et se voyant dotée du « moteur Modulaire » 2 litres 16V (1 948 cm3) d'origine Volvo (type N7Q) de 140 ch (le moteur des Volvo S40/V40), d'une sellerie velours spécifique à motifs gris et noirs et d'un volant à trois branches qui équipera plus tard le coupé Mégane. En juillet 1999, ce bloc Volvo est remplacé par un « moteur F » Renault de 2 litres 16V (1 998 cm3) F4R plus moderne, de 136 ch, mais offrant davantage de couple et une consommation moindre (-13 %).
Enfin, la Laguna sera dotée d'une dernière finition, nommée « Pozzoti », du nom du styliste italien Antonio Pozzon. Mêlant cuir et velours légèrement feutré, cette version au design raffiné fut produite en seulement sept exemplaires et réservée au marché de luxe de Singapour.
La Laguna se distingue d'emblée par un amortissement et un confort remarquables. De plus, son intérieur soigné montre les progrès effectués par Renault en matière de maîtrise de la qualité depuis la fin des années 1980. C'est un des tout premiers modèles de la marque, avec Renault 19 Baccara et RSi, Espace Grand Écran et V6, et Safrane RT, à proposer un coussin gonflable de sécurité du côté conducteur en option (« airbag »).
Elle est, à l'inverse, désavantagée par ses moteurs d'entrée de gamme peu vaillants pour entraîner son surpoids par rapport à sa devancière. Elle présente également une dotation de série particulièrement maigre sur la version de base. Ce défaut s'améliorera au fil des millésimes, avec une dotation de base qui augmentera progressivement.

#### Phase 1 bis (1996-1998)
À partir d’octobre 1996, la Laguna adopte un nouveau logo sur le hayon, avec l'apparition du troisième feu stop, améliorations de sécurité passive (notamment des modifications sous le tableau de bord en vue d'éviter des lésions aux jambes), nouveau volant. L'équipement est revu à la hausse sur l'ensemble de la gamme. La Laguna « Baccara » devient la Laguna « Initiale », le « moteur V6 PRV » (type Z) est remplacé par le « moteur V6 ESL » (type L). À l’autonome 1997, apparition du premier moteur diesel à injection directe chez Renault: le 1,9 litre dTi (« moteur F ») de 100 ch (turbo), en remplacement du 2,2 D atmosphérique. Ce 1,9 dTi, malgré ses qualités intrinsèques de faible consommation, souffrira de problèmes de jeunesse : la courroie accessoire a tendance à casser, provoquant un décalage de la distribution et, donc, la destruction du moteur, problème résolu par un rappel à grande échelle. L'ABS est proposé en option à partir de juillet 1996.
| Motorisations phase I            | 1.8                                        | 1.8                                        | 1.8                                        | 2.0                                        | 2.0                                        | 2.0 S                                      | 2.0 S                                      | 3.0 V6                                 | 3.0 V6                                           | 2.2 d                                      | 2.2 dT                                     |
| -------------------------------- | ------------------------------------------ | ------------------------------------------ | ------------------------------------------ | ------------------------------------------ | ------------------------------------------ | ------------------------------------------ | ------------------------------------------ | -------------------------------------- | ------------------------------------------------ | ------------------------------------------ | ------------------------------------------ |
| Commercialisation                | 01/1994 – 08/1995                          | 01/1994 – 08/1995                          | 08/1995 – 03/1998                          | 01/1994 – 06/1995                          | 07/1995 – 03/1998                          | 07/1995 – 03/1996                          | 03/1996 – 03/1998                          | 01/1994 – 03/1997                      | 03/1997 – 03/1998                                | 01/1994 – 03/1998                          | 03/1996 – 03/1998                          |
| Configuration moteur             | 4 cylindres en ligne                       | 4 cylindres en ligne                       | 4 cylindres en ligne                       | 4 cylindres en ligne                       | 4 cylindres en ligne                       | 4 cylindres en ligne                       | 4 cylindres en ligne                       | 6 cylindres en V à 90°                 | 6 cylindres en V à 60°                           | 4 cylindres en ligne                       | 4 cylindres en ligne                       |
| Nb de soupapes par cylindre      | 2                                          | 2                                          | 2                                          | 2                                          | 2                                          | 4                                          | 4                                          | 2                                      | 4                                                | 3                                          | 3                                          |
| Distribution                     | Simple arbre à cames avec courroie crantée | Simple arbre à cames avec courroie crantée | Simple arbre à cames avec courroie crantée | Simple arbre à cames avec courroie crantée | Simple arbre à cames avec courroie crantée | Double arbre à cames avec courroie crantée | Double arbre à cames avec courroie crantée | 2 × Simples arbres à cames avec chaîne | 2 × Doubles arbres à cames avec courroie crantée | Simple arbre à cames avec courroie crantée | Simple arbre à cames avec courroie crantée |
| Carburation                      | Injection du collecteur d'admission        | Injection du collecteur d'admission        | Injection du collecteur d'admission        | Injection du collecteur d'admission        | Injection du collecteur d'admission        | Injection du collecteur d'admission        | Injection du collecteur d'admission        | Injection du collecteur d'admission    | Injection Bosch Motronic                         | Injection préchambre                       | Injection préchambre                       |
| Suralimentation                  | –                                          | –                                          | –                                          | –                                          | –                                          | –                                          | –                                          | –                                      | –                                                | –                                          | Turbocompresseur, avec Intercooler         |
| Refroidissement                  | par eau                                    | par eau                                    | par eau                                    | par eau                                    | par eau                                    | par eau                                    | par eau                                    | par eau                                | par eau                                          | par eau                                    | par eau                                    |
| Code moteur                      | F3P 720/724                                | F3P 720/724                                | F3P 670/678                                | F3R 722/723                                | F3R 768                                    | N7Q 700/704                                | N7Q 700/704                                | Z7X 760/765                            | L7X 700/701                                      | G8T 706/752/ 790/794                       | G8T 760                                    |
| Alésage × Course                 | 82,7 mm × 83,5 mm                          | 82,7 mm × 83,5 mm                          | 82,7 mm × 83,0 mm                          | 82,7 mm × 93,0 mm                          | 82,7 mm × 93,0 mm                          | 83,0 mm × 90,0 mm                          | 83,0 mm × 90,0 mm                          | 93,0 mm × 72,7 mm                      | 87,0 mm × 82,6 mm                                | 87,0 mm × 92,0 mm                          | 87,0 mm × 92,0 mm                          |
| Cylindrée                        | 1 794 cm3                                  | 1 794 cm3                                  | 1 783 cm3                                  | 1 998 cm3                                  | 1 998 cm3                                  | 1 948 cm3                                  | 1 948 cm3                                  | 2 963 cm3                              | 2 946 cm3                                        | 2 188 cm3                                  | 2 188 cm3                                  |
| Taux de compression              | 9,7:1                                      | 9,7:1                                      | 9,7:1                                      | 9,5:1                                      | 9,8:1                                      | 10,5:1                                     | 10,5:1                                     | 9,6:1                                  | 10,5:1                                           | 23,0:1                                     | 22,0:1                                     |
| Puissance max. /régime en tr/min | 66 kW (90 ch DIN) /5 750                   | 69 kW (94 ch DIN) /5 750                   | 69 kW (94 ch DIN) /5 250                   | 83 kW (113 ch DIN) /5 250                  | 84 kW (114 ch DIN) /5 400                  | 103 kW (140 ch DIN) /6 200                 | 102 kW (139 ch DIN) /6 000                 | 123 kW (167 ch DIN) /5 500             | 140 kW (190 ch DIN) /5 500                       | 61 kW (83 ch DIN) /4 500                   | 83 kW (113 ch DIN) /4 300                  |
| Couple max. /régime en tr/min    | 144 N m /2 750                             | 144 N m /2 750                             | 148 N m /3 000                             | 168 N m /3 500                             | 168 N m /4 250                             | 176 N m /3 500                             | 182 N m /4 500                             | 235 N m /4 500                         | 267 N m /4 000                                   | 142 N m /2 250                             | 234 N m /2 000                             |
| Transmission                     | Traction                                   | Traction                                   | Traction                                   | Traction                                   | Traction                                   | Traction                                   | Traction                                   | Traction                               | Traction                                         | Traction                                   | Traction                                   |
| Boite de vitesses de série       | Manuelle 5 vitesses                        | Manuelle 5 vitesses                        | Manuelle 5 vitesses                        | Manuelle 5 vitesses                        | Manuelle 5 vitesses                        | Manuelle 5 vitesses                        | Manuelle 5 vitesses                        | Manuelle 5 vitesses                    | Manuelle 5 vitesses                              | Manuelle 5 vitesses                        | Manuelle 5 vitesses                        |
| Boite de vitesses en option      | –                                          | –                                          | –                                          | Automatique 4 vitesses                     | Automatique 4 vitesses                     | –                                          | –                                          | Automatique 4 vitesses                 | –                                                | –                                          | –                                          |
| Vitesse max.                     | 180 km/h                                   | 180 km/h                                   | 180 km/h                                   | 200 km/h                                   | 200 km/h                                   | 205 km/h                                   | 205 km/h                                   | 220 km/h                               | 235 km/h                                         | 175 km/h                                   | 195 km/h                                   |
| Accélération, 0–100 km/h         | 13,9 s                                     | 13,9 s                                     | 13,5 s                                     | 10,6 s                                     | 10,6 s                                     | 9,8 s                                      | 9,8 s                                      | 8,6 s                                  | 8,0 s                                            | 15,3 s                                     | 11,8 s                                     |
| Consommation aux 100 km (mixte)  | 7,4 l S                                    | 7,4 l S                                    | 7,7 l S                                    | 8,0 l S                                    | 7,9 l S                                    | 8,4 l S                                    | 8,4 l S                                    | 9,9 l S                                | 11,0 l S                                         | 6,7 l D                                    | 7,1 l D                                    |

### Phase 2 (1998-2001)

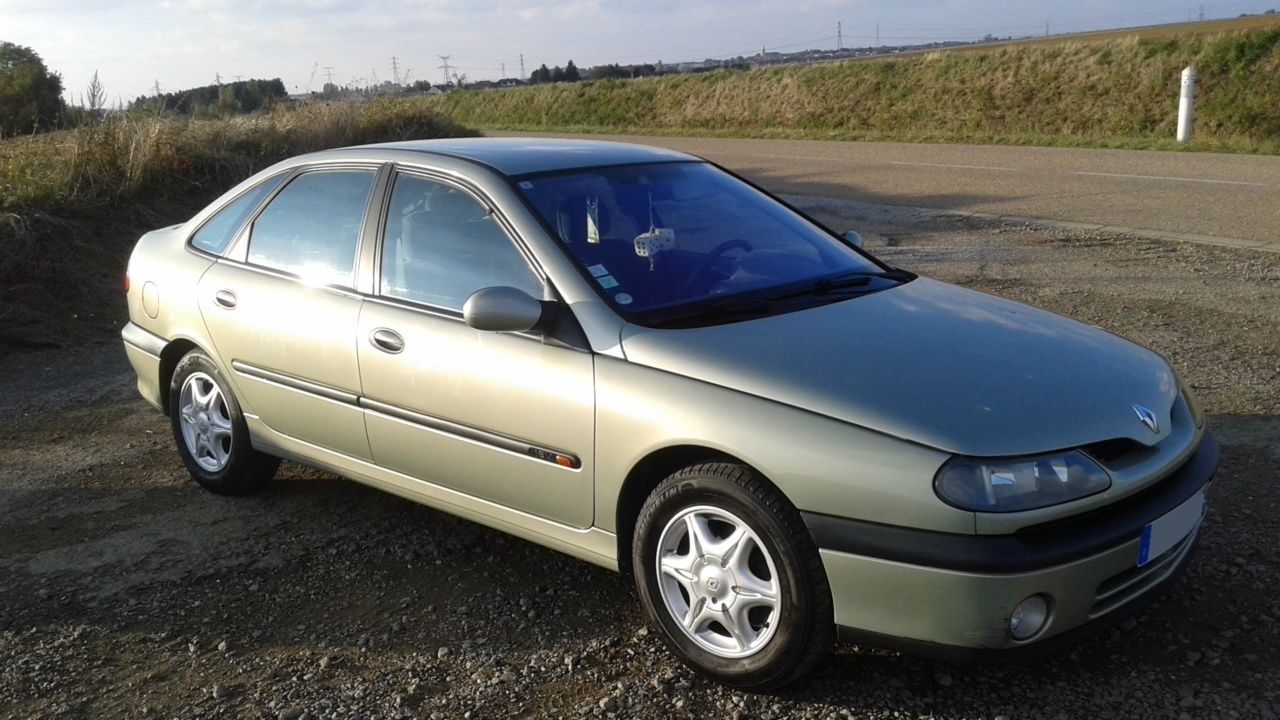
Renault Laguna I phase 2

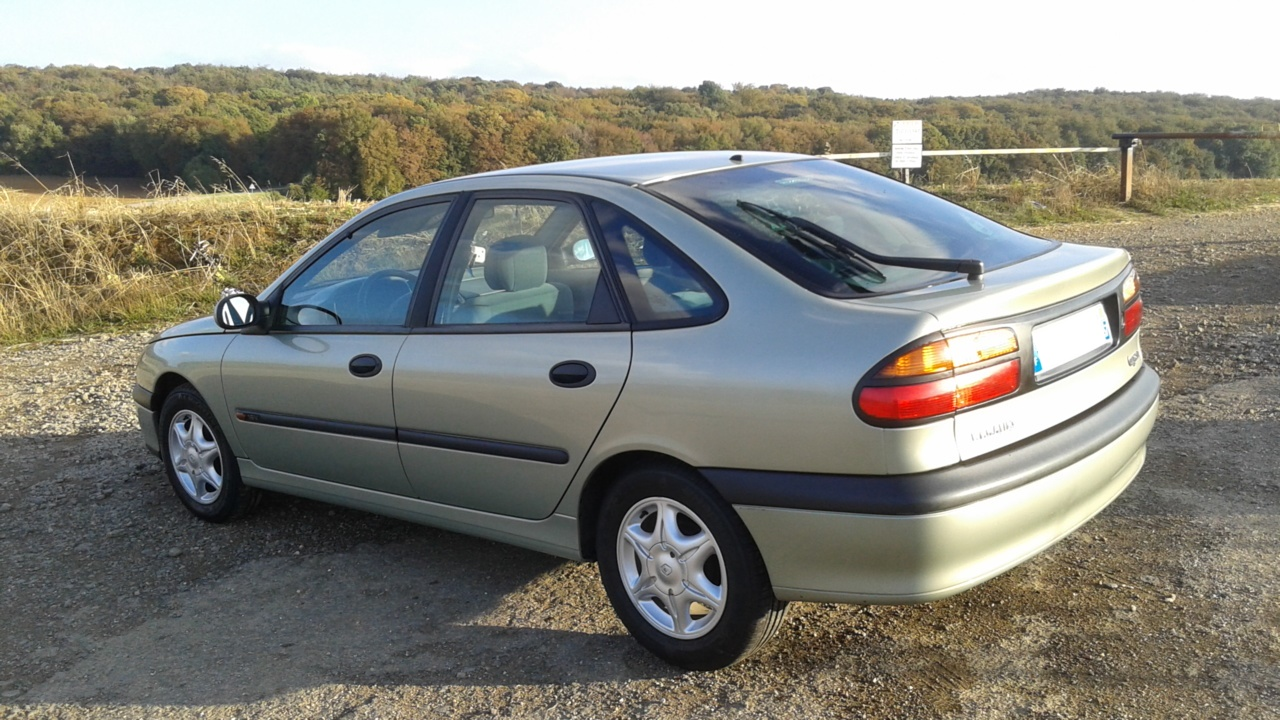
Renault Laguna I phase 2

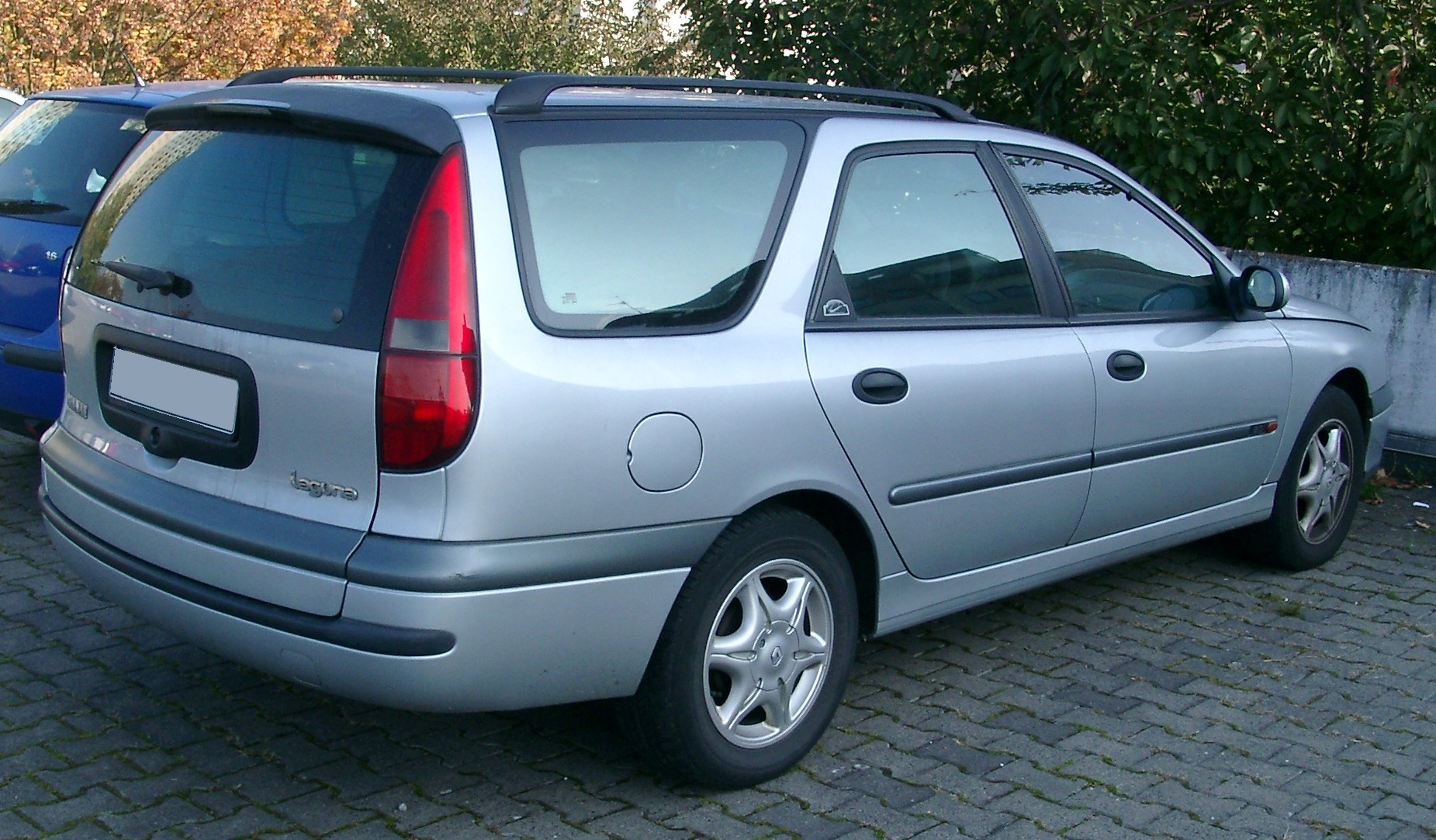
Renault Laguna I phase 2 Grand Tour

La Laguna est restylée en avril 1998. En plus d'arborer de nouveaux niveaux de finition (RNE, RTE, RXE, RXT), la face avant se voit modifiée par de nouveaux phares, à l'avant à glace lisse et d'un seul bloc, dont les contours sont ombrés, et à l'arrière, l'ensemble du bandeau est renouvelé, arborant des coloris orange sur le haut et rouges sur le bas, avec un relief en forme de vague bombée.
Le pare-chocs avant est aussi retouché, avec la mise en place d'antibrouillards ronds qui seront repris sur les Mégane I phase 2, Scénic I phase 2 et Twingo I phase 3. Le spoiler à « ouïes » caractéristique à la phase 1 est abandonné pour une bande en plastique simple, ce qui fait remonter la garde au sol à l'avant. Les monogrammes nommant les motorisations et finitions sont également revus.
L'équipement et la sécurité passive sont également améliorés, avec notamment le montage en série des coussins gonflables de sécurité latéraux têtes/thorax et du SRP (Système de retenue programmée avec limiteur d'effort sur les ceintures avant). En avril 1997, les dernières Laguna de phase 1 avaient déjà subi quelques améliorations de sécurité passive (notamment des modifications sous le tableau de bord en vue d'éviter des lésions aux jambes).
Au niveau technique, de nouveaux moteurs à essence font leur apparition : un 1,6 litre 16 soupapes de 110 ch, un 1,8 litre 16 soupapes de 120 ch et un 2 litres 16 soupapes de 140 ch. Ces moteurs sont considérés comme idéaux sur la Laguna, leur faible consommation s'associant à des performances très honorables pour le 1,6 litre, jusqu'à une voiture extrêmement agréable à mener avec le 2 litres. Les diesel sont également revus, le gros 2,2 litres dT reçoit un turbo qui améliore la disponibilité de sa puissance et de son couple. Apparaîtront ensuite la toute première déclinaison du 1,9 litre dCi (« moteur F ») de 107 ch, inaugurant le principe de la rampe d'injection commune (common rail) à haute pression chez Renault. Les premiers dCi verront leurs rampes communes fuir et leurs injecteurs se gripper.

## Version Biturbo
Une version plus puissante verra le jour en 1995, la Laguna Biturbo Hartge. Le préparateur Hartge lui greffera le moteur de la Safrane Biturbo afin d'obtenir une voiture d'exception. Elle affiche une vitesse maximum de 254 km/h, une accélération de 0 à 100 km/h en 7 secondes et parcourt le 400 m départ arrêté en 14,7 s et le 1 000 m départ arrêté en 26,9 s. Renault ne la commercialisera pas, à cause de l'échec de la Safrane bi-turbo. Le moteur est un « moteur V6 PRV » 12 soupapes de 2 963 cm3 (93 x 72,7 mm), alimenté par deux turbos. Il délivre une puissance maximale de 280 ch à 5 500 tr/min pour un couple de 399 N m à 3 000 tr/min, engendrant un rapport poids/puissance de 5,34 kg/ch et un rapport couple/poids de 267 N m/t. Elle est équipée d'une boîte de vitesses manuelle à cinq rapports, la puissance est transmise aux roues avant.
Seuls 5 à 7 exemplaires auraient été conçus.

## Laguna BTCC

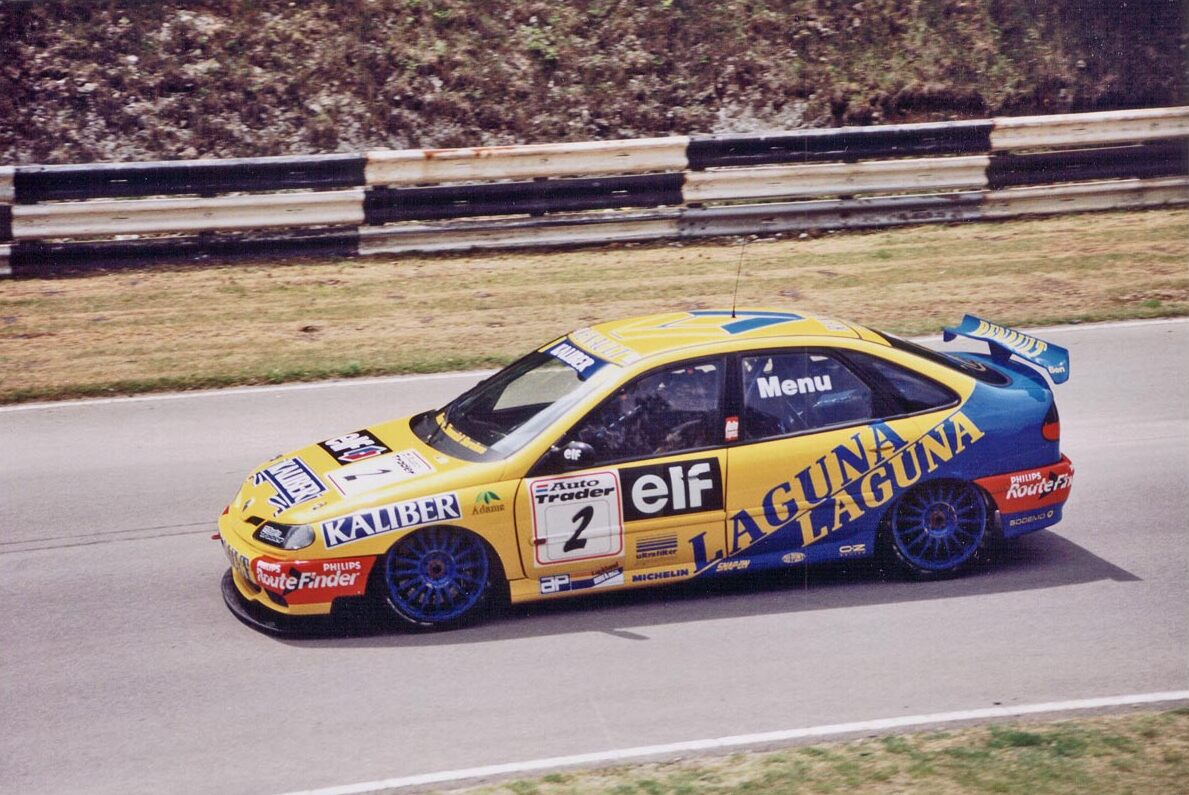
Alain Menu au volant de la Renault Laguna à Brands Hatch en 1996

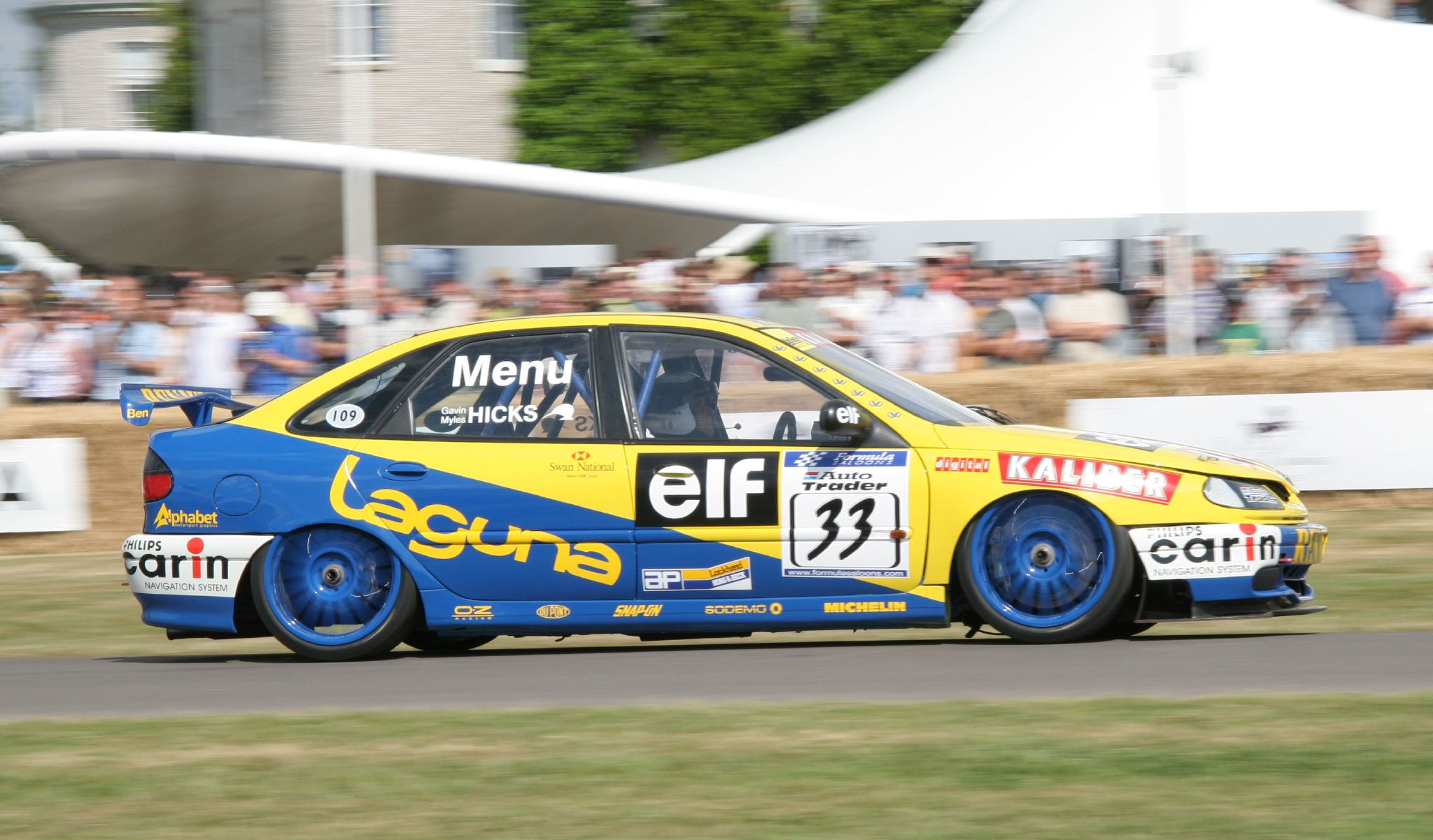
La Laguna de 1997, victorieuse au championnat, en démonstration au Festival de vitesse de Goodwood 2006

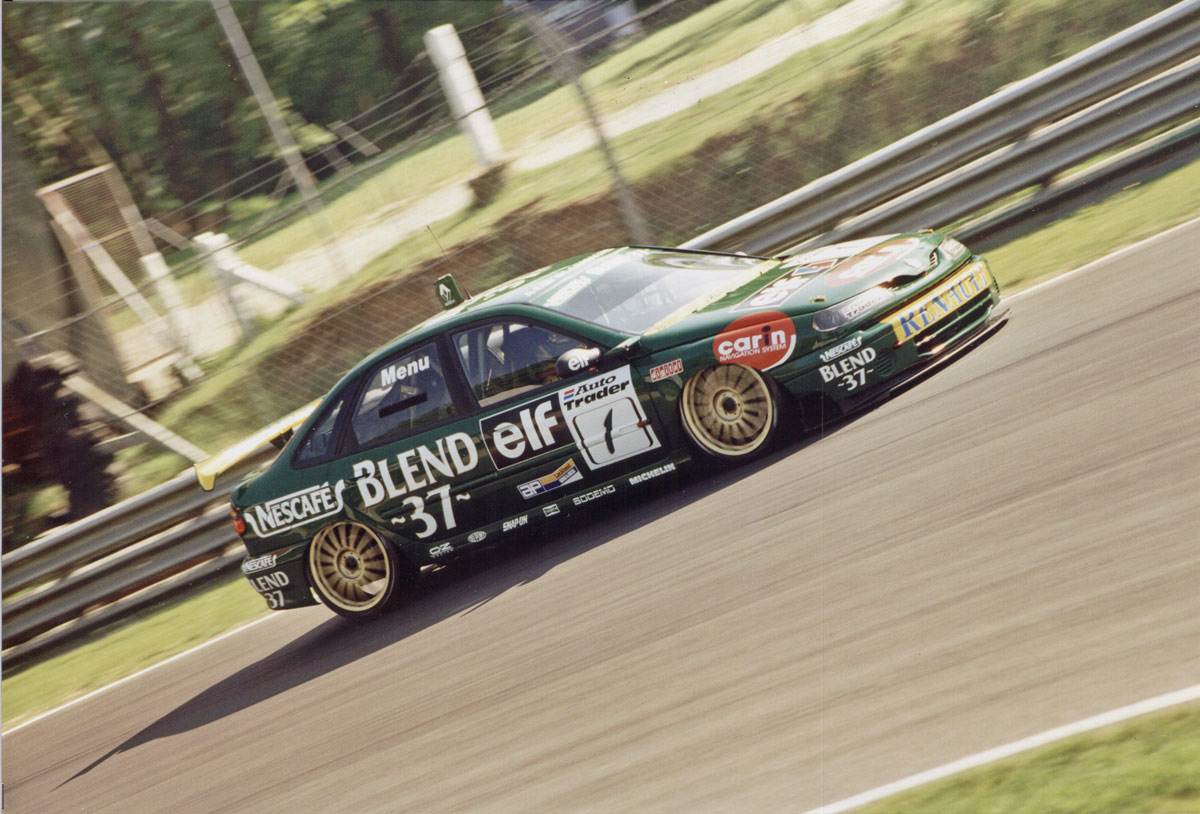
Alain Menu au bord de la Renault Laguna au BTCC 1998

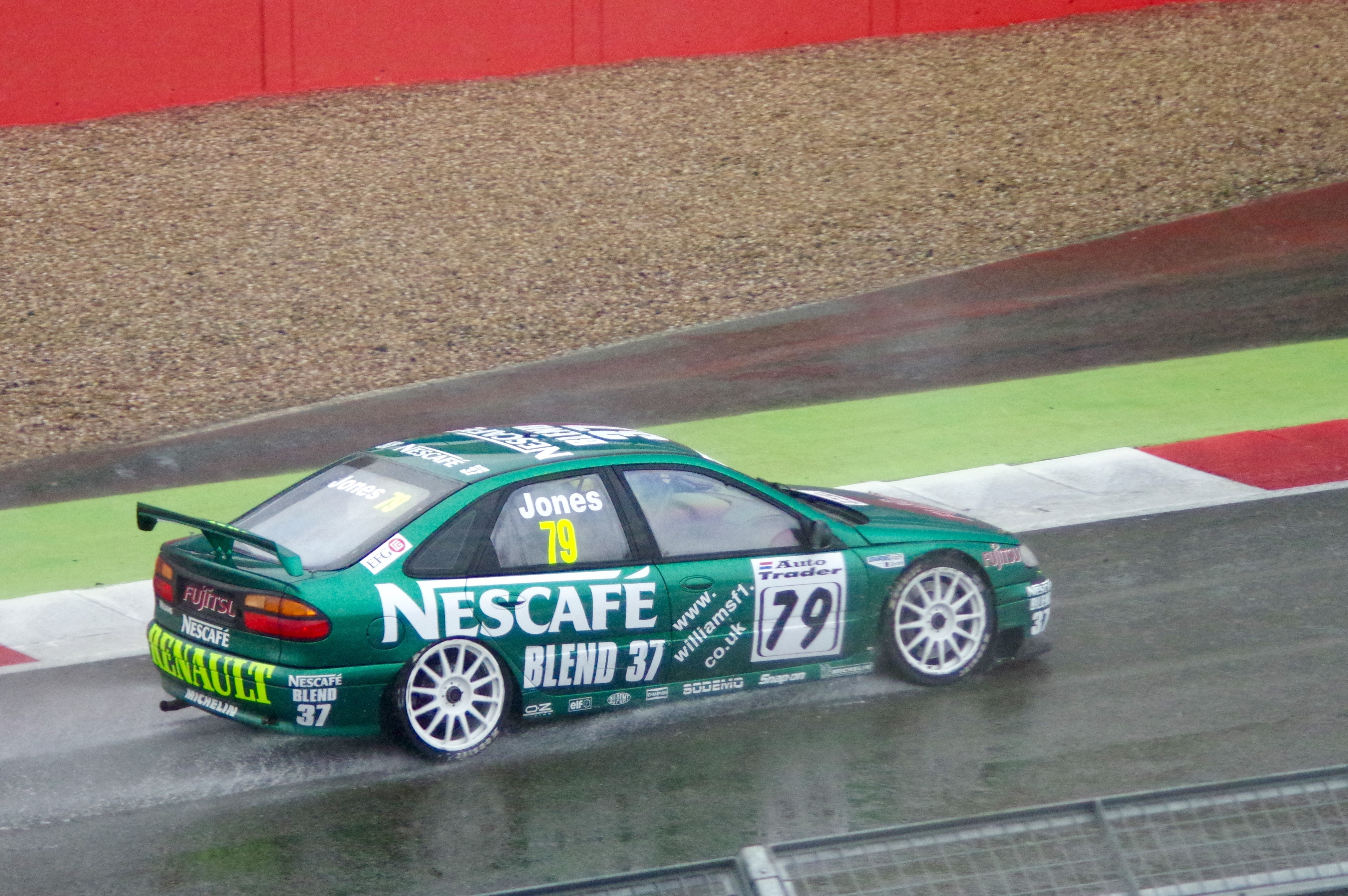
Une réplique de la Laguna de 1999 au Silverstone Classic 2015

En 1994, après une saison avec la 19, terminée par une décevante septième place et ponctuée par seulement une victoire, Renault engage alors la Laguna dans le championnat britannique des voitures de tourisme. Alain Menu et le champion 1992 Tim Harvey, pilotes en 1993, sont conservés. Menu et Renault terminent vice-champions face à Gabriele Tarquini et son Alfa Romeo 155. La saison est ponctuée par trois victoires (deux pour Menu et une pour Harvey).
En 1995, Menu est épaulé par un autre ancien champion, Will Hoy, sacré en 1991, qui remplace Harvey. Si Renault remporte le titre des constructeurs (aidée en cela par 10 victoires, 7 remportées par Menu et 3 par Hoy), le Suisse échoue face à John Cleland et sa Vauxhall Cavalier, de même que le team Williams Renault Dealer Racing échoue face à Vauxhall Sport.
En 1996, Menu et Renault sont annoncés comme la paire à battre, mais l'arrivée tonitruante d'Audi, armée de son A4 quatre roues motrices aux mains de son pilote fétiche Frank Biela, prennent le losange de court. La paire allemande s'adjuge facilement les trois titres mis en jeu, et si Menu est le dauphin de Biela, Renault est repoussée au quatrième rang chez les constructeurs, et le team Williams Renault Dealer Racing perd une position.
1997 est en revanche l'année du titre tant attendu : 14 victoires (12 pour Menu et 2 pour le rookie Jason Plato, remplaçant de Will Hoy) en 24 courses amèneront une facile couronne pour la triplette Menu-Renault-Williams.
Cependant, en 1998, année où le team prend le nom de Blend 37 Williams Renault, la concurrence se ressaisit, et malgré un total de 4 victoires (3 pour Menu et 1 pour Plato), ni le Suisse ni le Britannique ne pourront empêcher Rickard Rydell et sa Volvo S40 de devenir champions. Renault échoue au troisième rang derrière Volvo et Nissan, et le team Blend 37 Williams Renault au deuxième rang derrière Vodafone Nissan Racing.
En 1999, Renault dispute sa dernière saison dans la discipline. Menu part chez Ford et est remplacé par l'ancien pilote de Formule 1 Jean-Christophe Bouillon. La Laguna demeure impuissante face aux dominatrices Nissan Primera de Laurent Aiello et David Leslie. Plato remporte la 33e et dernière victoire du losange dans la discipline à Silverstone, mais il échoue à la cinquième place finale, tandis que Renault se classe quatrième chez les constructeurs et les équipes.